# Håtöviken
Håtöviken är en bebyggelse söder om E18 i Frötuna socken i Norrtälje kommun. Från 2015 avgränsar SCB här en småort.